# Ампер-час
Ампер-час (Ah, A-h, A h), също амперчас, е единица за електрически заряд с по-малки кратни единици милиампер-час (mAh) и милиампер-секунда (mAs). Един ампер-час се равнява на 3600 кулона (ампер-секунди) електрически заряд пренесен с постоянен ток от 1 ампер за 1 час т.е. за 1 секунда при 1 ампер ток ще преминава 1 кулон заряд.
Единицата ампер-час често се използва за измервания при електрохимическите системи като електрическите батерии и акумулатори, с което е измерител за техния капацитет и възможността им да отдават електрическа енергия за определен период от време.
Милиампер-секунда е единица за измерване, използвана при диагностика с рентгеново лъчение и радиационна терапия.
С ампер-час не може да се измери използваната мощност в дадена електрическа система.